# Nonouti
Nonouti è un atollo della Repubblica di Kiribati situato nel sud delle Isole Gilbert, 38 km a nord di Tabiteuea e 250 km a sud di Tarawa. Il lato orientale della atollo è formato da piccole isole e isolotti che formano una linea continua. L'atollo è il terzo per grandezza delle Isole Gilbert con una lunghezza di 35 km e una larghezza di 15 km.
Il centro più grande è Taboiaki. Nonouti conta 2 792 abitanti (2020).
L'atollo ha una superficie di 25 km² e una laguna che raggiunge i 370,4 km². Al censimento del 2005 possedeva una popolazione di 3 179 abitanti. Il nome Nonouti significa "svegliarsi presto per andare a pescare".
Secondo Henry Evans Maude, Nonouti è stato il luogo del primo incontro tra Gilbertesi e Spagnoli nel 1537: l’equipaggio ammutinato di Hernando de Grijalva, sulla nave San Juan la chiama la isla de los Pescadores, perché l’incontro avviene in mare con dei pescatori.
Il MV Butiraoi, un catamarano del governo è disperso in mare il 18 gennaio 2018, con 88 passageri a bordo.
Vi è nato il politico Ieremia Tabai.